# Boyz n da Hood
Boyz n da Hood je američki hip hop sastav iz Atlante, Georgije kojeg su 2004. godine osnovali Big Gee, Jody Breeze, Duke, Gorilla Zoe i Young Jeezy. Trenutno imaju potpisan ugovor s diskografskim kućama Bad Boy Records i Block Entertainment.

## Diskografija

### Albumi
| Godina | Album                                                                                  | Završne pozicije na top ljestvicama | Završne pozicije na top ljestvicama | Završne pozicije na top ljestvicama |
| Godina | Album                                                                                  | SAD                                 | SAD R&B                             | SAD Rap                             |
| ------ | -------------------------------------------------------------------------------------- | ----------------------------------- | ----------------------------------- | ----------------------------------- |
| 2005.  | Boyz n da Hood - Objavljeno: 21. lipnja 2005. - Diskografska kuća: Bad Boy/Block       | 5                                   | 1                                   | 1                                   |
| 2007.  | Back Up n da Chevy - Objavljeno: 2. listopada 2007. - Diskografska kuća: Bad Boy/Block | 51                                  | 7                                   | 2                                   |

### Singlovi
| Godina                                                                                     | Naziv               | Završne pozicije na top ljestvicama | Završne pozicije na top ljestvicama | Završne pozicije na top ljestvicama | Album              |
| Godina                                                                                     | Naziv               | SAD                                 | SAD R&B                             | SAD Rap                             | Album              |
| ------------------------------------------------------------------------------------------ | ------------------- | ----------------------------------- | ----------------------------------- | ----------------------------------- | ------------------ |
| 2005.                                                                                      | "Dem Boyz"          | 56                                  | 15                                  | 13                                  | Boyz n da Hood     |
| 2005.                                                                                      | "Felonies"          | —                                   | —                                   | —                                   | Boyz n da Hood     |
| 2007.                                                                                      | "Bite Down"         | —                                   | —                                   | —                                   | Back Up n da Chevy |
| 2007.                                                                                      | "Everybody Know Me" | 93                                  | 87                                  | 22                                  | Back Up n da Chevy |
| "—" znači da singl nije objavljen u tom području ili da nije dospio na glazbenu ljestvicu. |                     |                                     |                                     |                                     |                    |

## Vanjske poveznice
- Boyz n da Hood na MySpaceu
- Boyz n da Hood na Allmusicu
- Boyz n da Hood  Arhivirana inačica izvorne stranice od 8. veljače 2012. (Wayback Machine) na MTV